# Nigel Wicks
Nigel Leonard Wicks (né le 16 juin 1940) est un financier britannique et ancien haut fonctionnaire britannique, actuellement président d'Euroclear .

## Carrière
Formé à l'origine à Beckenham et Penge Grammar School, Wicks rejoint British Petroleum en 1958 à l'âge de 18 ans. Pendant son séjour à BP, Wicks étudie pour une maîtrise externe en administration des affaires de l'Université de Londres au Portsmouth College of Technology, qui fait maintenant partie de l'Université de Portsmouth .
Après 10 ans chez BP, Wicks rejoint le Trésor en 1968 . Au Trésor, Wicks occupe un certain nombre de postes, avec des détachements au cabinet du premier ministre comme secrétaire privé du premier ministre (1975-1978, sous Callaghan et Wilson) et à l'ambassade britannique à Washington, DC comme chef du service de l'économie (et représentant au FMI et à la BIRD) de 1983 à 1985.
En 1985, Wicks prend son poste de secrétaire privé principal du Premier ministre, Margaret Thatcher, poste qu'il occupe pendant trois ans jusqu'à son retour au Trésor en tant que deuxième secrétaire permanent chargé des finances internationales, où il reste pendant douze ans jusqu'à atteindre âge obligatoire de la retraite en 2000 ,. Après la retraite de Wick, le commandement des finances internationales du Trésor est fusionné avec celui de la politique macro-économique, dirigé par Gus O'Donnell .
Après sa retraite, Wicks passe à la finance; il est président du CRESTCo pendant un an, de 2001 à sa fusion avec Euroclear, où il est vice-président 2002-2006 et depuis lors président. Wicks est également directeur non exécutif de Morgan Stanley pendant trois ans à partir de 2004 et de The Edinburgh Investment Trust depuis 2005 ,.
Dans le cadre des nominations publiques, Wicks est nommé président du Comité sur les normes de la vie publique de 2001 à 2004, président du comité de nomination des membres initiaux de la nouvelle Commission des nominations judiciaires en 2005, et depuis 2007, il est commissaire de la Commission des services financiers de Jersey .
En octobre 2012, Wicks est nommé président de la British Bankers Association.

## Vie privée
En plus de sa maîtrise de l'Université de Londres, Wicks est titulaire d'une maîtrise de l'Université de Cambridge et de diplômes honorifiques LLD des universités de Bath et de Portsmouth. Il est marié et père de trois fils .
Wicks est nommé Commandeur de l'Ordre de l'Empire britannique (CBE) dans la liste des honneurs de démission du premier ministre Callaghan en 1979, commandant de l'Ordre royal de Victoria (CVO) dans les honneurs du Nouvel An 1989, Chevalier commandeur de l'Ordre du Bain (KCB) dans les honneurs du Nouvel An 1992, et ensuite promu Chevalier Grand-Croix de l'Ordre du Bain (GCB) dans les honneurs du Nouvel An 1999.